# グレゴル・シコシェク
グレゴル・シコシェク（Gregor Sikošek、1994年2月13日 - ）は、スロベニア・ブレージツェ出身のサッカー選手。NKマリボル所属。ポジションはDF。スロベニア代表。

## 代表経歴
2016年11月、マルタ代表とポーランド代表戦に臨むスロベニア代表に初招集され、2016年11月14日、後者のポーランド戦で代表初キャップを刻んだ。

## 個人成績

### 代表
- 国際Aマッチ 7試合0得点（2016年 - ）

| スロベニア代表 | 国際Aマッチ | 国際Aマッチ |
| 年             | 出場        | 得点        |
| -------------- | ----------- | ----------- |
| 2016           | 1           | 0           |
| 2022           | 6           | 0           |
| 通算           | 7           | 0           |